# Freieslebenit
Freieslebenit, auch als Baritomglanz  oder Basitomglanz, Donacargyrit, Dunkles Weißgültigerz oder Schilfglaserz bekannt, ist ein selten vorkommendes Mineral aus der Mineralklasse der „Sulfide und Sulfosalze“ mit der chemischen Zusammensetzung AgPbSbS3 und damit chemisch gesehen ein Silber-Blei-Antimon-Sulfid. Aufgrund seiner komplexen Struktur zählt Freieslebenit allerdings zu den Sulfosalzen.
Freieslebenit kristallisiert im monoklinen Kristallsystem und entwickelt prismatische, schilfartige und krummflächige Kristalle mit einem metallischen Glanz auf den Oberflächen. Typisch für dieses Mineral sind dessen parallel zur c-Achse gestreiften Kristallflächen. Die Kristalle sind vollkommen undurchsichtig (opak) und deren Farbe und Strichfarbe kann von bleigrau über stahlgrau bis silberweiß reichen.

## Etymologie und Geschichte

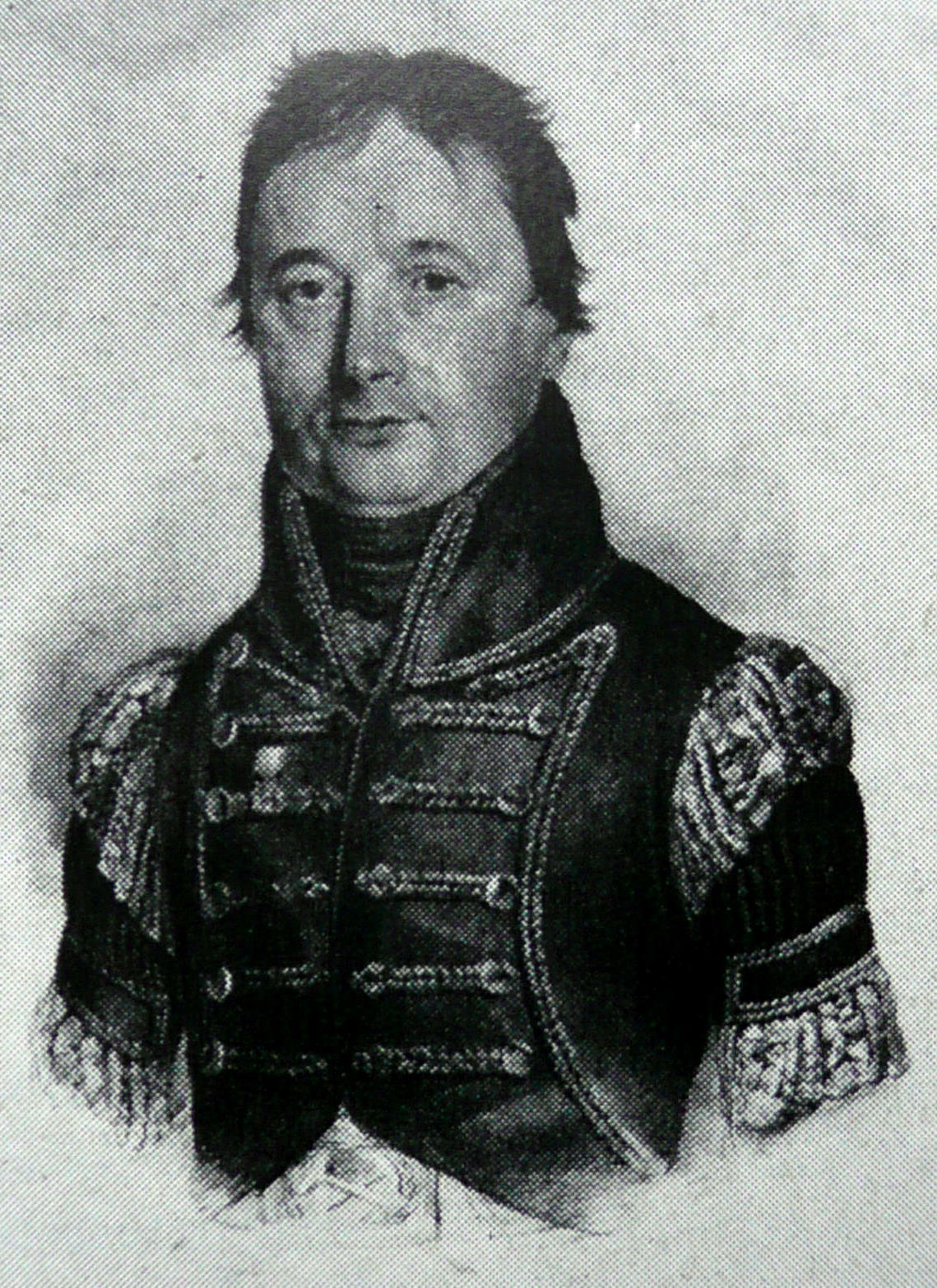
Johann Carl Freiesleben (1774–1846)

Erstmals beschrieben wurde das Mineral 1783 durch Jean-Baptiste Louis Romé de L’Isle, der es als Mine d’antimoine grise tenant argent bezeichnete. Bei seiner Beschreibung der Mineralproben aus der Grube Himmelsfürst bei Brand-Erbisdorf im sächsischen Erzgebirge konzentrierte sich L’Isle fast ausschließlich auf die Morphologie der Kristalle und deren auffällige Längsstreifung.
Da Johann Carl Freiesleben die Publikation von L’Isle anscheinend nicht bekannt war, beschrieb er das Mineral 1817 ein zweites Mal, ging dabei vorrangig auf dessen Eigenschaften ein und gab ihm den Namen Schilfglaserz.
Seinen bis heute gültigen Namen Freieslebenit nach dem sächsischen Bergbeamten und Verfasser zahlreicher mineralogischer Arbeiten, Johann Carl Freiesleben, erhielt das Mineral 1845 von Haidinger.
Da der Freieslebenit bereits lange vor der Gründung der International Mineralogical Association (IMA) bekannt und als eigenständige Mineralart anerkannt war, wurde dies von ihrer Commission on New Minerals, Nomenclature and Classification (CNMNC) übernommen und bezeichnet den Freieslebenit als sogenanntes „grandfathered“ (G) Mineral. Die seit 2021 ebenfalls von der IMA/CNMNC anerkannte Kurzbezeichnung (auch Mineral-Symbol) von Freieslebenit lautet „Flb“.
Ein Aufbewahrungsort für das Typmaterial des Minerals ist nicht dokumentiert.

## Klassifikation
Bereits in der veralteten 8. Auflage der Mineralsystematik nach Strunz gehörte der Freieslebenit zur Mineralklasse der „Sulfide und Sulfosalze“ und dort zur Abteilung „Komplexe Sulfide (Sulfosalze)“, wo er als Namensgeber die „Freieslebenit-Reihe“ mit der Systemnummer II/D.05c und dem weiteren Mitglied Marrit bildete.
Im zuletzt 2018 überarbeiteten und aktualisierten Lapis-Mineralienverzeichnis nach Stefan Weiß, das sich im Aufbau noch nach dieser alten Form der Systematik von Karl Hugo Strunz richtet, erhielt das Mineral die System- und Mineral-Nr. II/E.17-020. In der „Lapis-Systematik“ entspricht dies der Abteilung „Sulfosalze (S :As,Sb,Bi = x)“, wo Freieslebenit zusammen mit Diaphorit, Marrit, Owyheeit und Zoubekit eine unbenannte Gruppe mit der Systemnummer II/E.17 bildet.
Die von der IMA zuletzt 2009 aktualisierte 9. Auflage der Strunz’schen Mineralsystematik ordnet den Freieslebenit dagegen in die neu definierte Abteilung der „Sulfosalze mit PbS als Vorbild. (As,Sb,Bi)S6-Oktaeder“ ein. Diese ist zudem weiter unterteilt nach der Struktur oder der Art der PbS-Derivate, so dass das Mineral entsprechend seiner Zusammensetzung in der Unterabteilung „Galenit-Derivate mit Blei (Pb)“ mit der Systemnummer 2.JB.15 zu finden ist, wo es ebenfalls namensgebend zusammen mit Marrit die „Freieslebenitgruppe“ bildet.
In der vorwiegend im englischen Sprachraum gebräuchlichen Systematik der Minerale nach Dana hat MineralName die System- und Mineralnummer 03.04.06.02. Dies entspricht der Klasse der „Sulfide und Sulfosalze“ und dort in die Abteilung der „Sulfosalze“ ein. Hier ist er zusammen mit Marrit in der unbenannten Gruppe 03.04.06 innerhalb der Unterabteilung „Sulfosalze mit dem Verhältnis 3 > z/y und der Zusammensetzung (A+)i(A2+)j[ByCz], A = Metalle, B = Halbmetalle, C = Nichtmetalle“ zu finden.

## Kristallstruktur
Freieslebenit kristallisiert monoklin in der Raumgruppe P21/a (Raumgruppen-Nr. 14, Stellung 3) mit den Gitterparametern a = 7,53 Å; b = 12,79 Å, c = 5,88 Å und β = 92,2 ° sowie vier Formeleinheiten pro Elementarzelle.

## Bildung und Fundorte

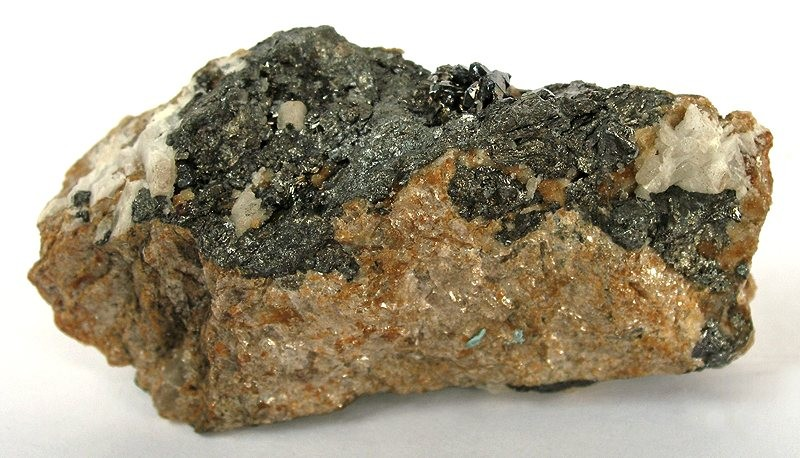
Freieslebenitstufe aus der Typlokalität Grube Himmelsfürst (

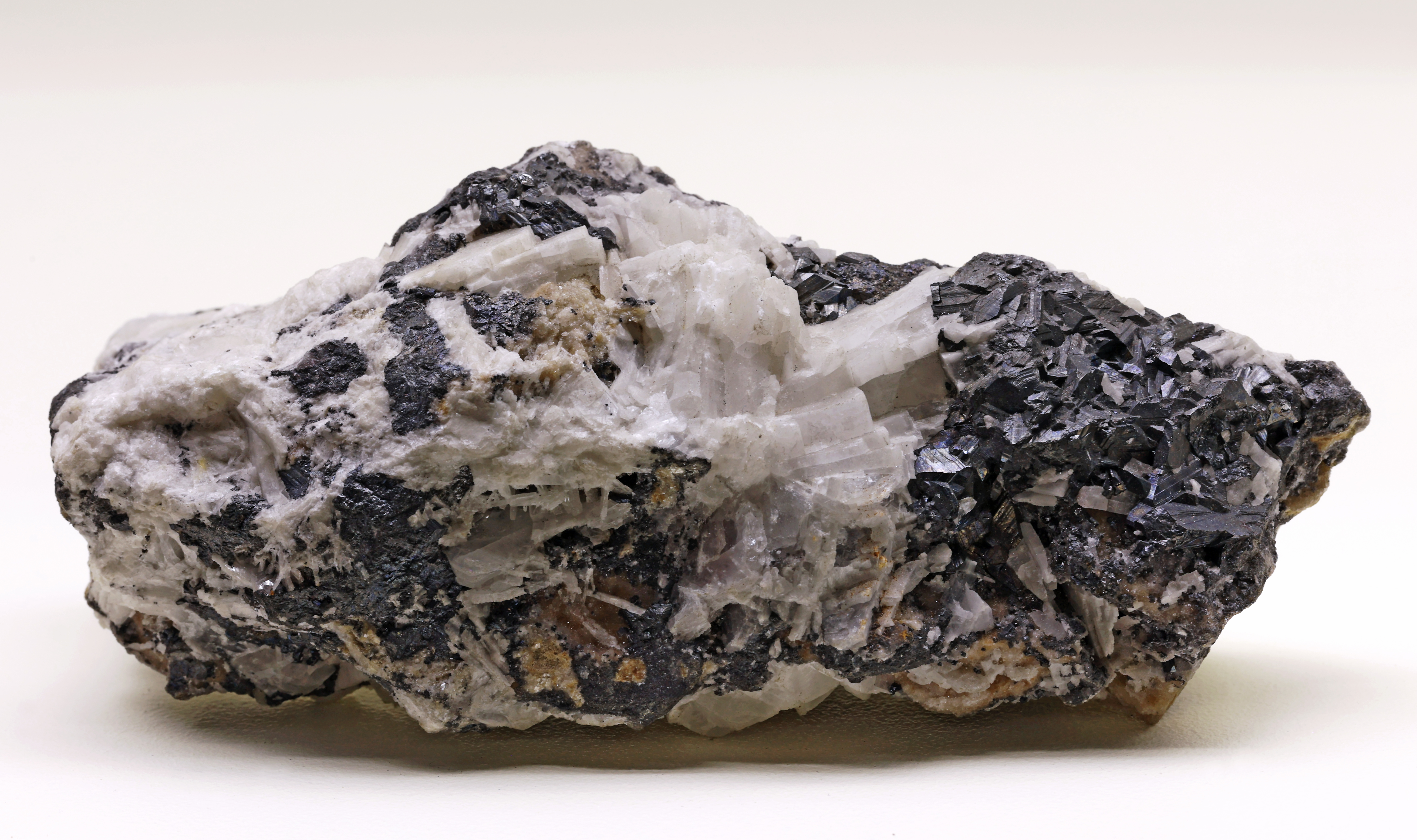
Freieslebenit mit Baryt aus Hiendelaencina, Spanien

Freieslebenit bildet sich durch hydrothermale Vorgänge in Silbererz-Gängen. Als Begleitminerale können unter anderem Andorit, Akanthit, Galenit, Pyrargyrit, Siderit und gediegen Silber auftreten.
Als seltene Mineralbildung konnte Freieslebenit nur an wenigen Orten nachgewiesen werden, wobei weltweit bisher rund 120 Vorkommen dokumentiert sind (Stand 2023). Außer an seiner Typlokalität, der Grube Himmelsfürst, fand sich das Mineral in Sachsen noch in den Gruben Beschert Glück und Segen Gottes Herzog August bei Freiberg, Alte Hoffnung Gottes bei Kleinvoigtsberg, Gesegnete Bergmannshoffnung bei Obergruna, Neue Hoffnung Gottes bei Bräunsdorf (Oberschöna) sowie in einigen Schächten bei Lauta. Weitere bisher bekannte Fundorte in Deutschland sind unter anderem St. Ulrich im Schwarzwald und Flammeck (Gemeinde Glottertal) in Baden-Württemberg sowie die Graf Jost-Christian-Zeche bei Wolfsberg (Sangerhausen) und eine Antimon-Vererzung bei Dietersdorf (Südharz) in Sachsen-Anhalt.
In Österreich fand sich das Mineral bisher nur im alten Bergbau Arzberg bei Steinhaus am Semmering und im Bezirk Roßeck (auch Saurau oder Saurauwald) nahe Sankt Blasen in der Steiermark.
In der Schweiz konnte Freieslebenit bisher nur in der ehemaligen Mine de la Lapine Rousse bei Ayer und der Mine de Baicolliou bei Grimentz im Val d’Anniviers des Kantons Wallis entdeckt werden.
Weitere Fundorte liegen unter anderem in Argentinien, Armenien, Australien, Bolivien, Bulgarien, Chile, China, Ecuador, Finnland, Frankreich, Griechenland, Indien, Indonesien, Italien, Japan, Kanada, Kasachstan, Kosovo, Mexiko, Peru, Polen, Portugal, Rumänien, Russland, Schweden, Serbien, Slowakei, Spanien, Tschechien, Ungarn, Usbekistan und den Vereinigten Staaten von Amerika.